# Бабошкин (хутор)
Бабошкин — хутор в Александрово-Гайском районе Саратовской области России. Входит в состав Александрово-Гайского муниципального образования.

## История
Основан в 1935 г. 
До 20 марта 2016 года хутор входил в состав ныне упразднённого Искровского сельского поселения.

## География
Хутор находится в юго-восточной части Саратовской области, в полупустынной зоне, в пределах Прикаспийской низменности, вблизи государственной границы с Казахстаном, на расстоянии примерно 28 километров (по прямой) к северо-северо-востоку (NNE) от села Александров Гай, административного центра района. Абсолютная высота — 21 метр над уровнем моря.

## Население
| 2000 | 2010 | 2018 |
| ---- | ---- | ---- |
| 49   | ↗81  | ↘39  |

Гендерный состав
По данным Всероссийской переписи населения 2010 года в гендерной структуре населения мужчины составляли 51,9 %, женщины — соответственно 48,1 %.
Национальный состав
Согласно результатам переписи 2002 года, в национальной структуре населения казахи составляли 95 % из 113 чел.

## Инфраструктура
На хуторе функционирует фельдшерско-акушерский пункт.

## Улицы
Уличная сеть хутора состоит из одной улицы (ул. Центральная).